# السمرة (شرق النيل)
تقع منطقة السمرة علي بعد «25» كيلومتراً من مدينة الخرطوم وتتبع إدارياً لمحلية شرق النيل.
يحدّ منطقة السمرة شرقاً الشيخ مصطفى وغرباً سوبا، ومن الشرق وشمالا أم عشوش وجنوباً القطاطي العيلفون
جاء اسم المنطقة لوجود أشجار السمر بها وهي أشجار خلوية؛ وقد جاء في التفاسير أن بيعة الرضوان قد تمت تحت شجرة سمر (الذين يبايعونك تحت الشجرة).
يزيد عدد سكانها عن 7000 نسمة، يعمل معظمهم في التجارة.